# Сирія (вілаєт)
33°30′47″ пн. ш. 36°17′31″ сх. д. / 33.513° пн. ш. 36.292° сх. д.
Сирійський вілаєт або вілаєт Дамаск (осман. ولايت سوريه, трансліт. Vilâyet-i Suriye) — вілаєт Османської імперії, що утворився 1865 року з частин еялетів Дамаск, Триполі та Сідон з площею 62,180 км². Припинив існування 1918 року після поразки Османської імперії у Першій світовій війні.

## Історія
У 1865 році в рамках реформи часів Танзімату з колишнього еялету Дамаск було створено Сирійський вілаєт. До нього було долучено частини Триполійського та Сідонського еялетів. Адміністративним центром стало місто Дамаск. Втім самого початку санджак Єрусалим перебував в особливому становищі. У 1872 році той остаточно отримав статус мутасаррифату й відокремився від Сирійського вілаєту.
У 1884 році розроблялися плани щодо розділення вілаєтиу, з якого повинен був утворитися самостійний вілаєт під назвою Південна Сирія (або Палестина), втім султанський уряд зрештою відмовився від цієї ідеї. У 1888 році з прибережних санджаків Сирійського вілаєту було утворено вілаєт Бейрут. У 1895 в області річки Йордан було утворено самостійний мутасаррифат Карак, що не підпорядковувався валі (губернатору) Сирії.
Водночас почалася розбудова залізничної мережі. У 1895 році прокладено залізницю від Дамаска до Бейрута. У 1906 році завершено будівництво залізниці, що зв'язала міста Дамаск і Хама з Алеппо, а звідти зі Стамбулом. У 1908 році залізниця була прокладена до Медіни і Мекки, встановивши транспортний зв'язок з вілаєтом Хиджаз.
Під час Першої світової війни вілаєт був однією з найважливіших провінцій Османської імперії, звідки рухалися війська та необхідний провіант і реманент для Суецького, а потім Палестинського фронтів. Водночас провінція страждала через посуху та голод, що викликало заворушення, які були придушені валі Джемаль-пашею. Тут відбувалися важливі битви між османськими та англо-французькими військами. Наприкінці 1917 року санджаки було охоплено арабським повстанням. Зрештою у 1918 році окуповано військами Антанти, а араби увійшли до Дамаска. Незабаром на короткий час став основою Сирійського королівства. У 1920 році як мандатну територію передано Франції.

## Структура
У 1865—1872 роках вілаєт складався з 10 санджаків санджаків: Дамаск, Карак, Хама, Хауран, Єрусалим, Бейрут, Латакія, Наблус, Акка, Триполі.
У 1873—1888 роках мав 9 санджаків: Дамаск, Карак, Хама, Хауран, Бейрут, Латакія, Наблус, Акка, Триполі.
У 1888—1895 роках мав 4 санджаки: Дамаск, Карак, Хама, Хауран.
У 1896—1918 роках складався з 3 санджаків: Дамаск, Хама, Хауран. Столицею вілаєту був Дамаск.

### Валі
- Рашид Паша (1865—1871)
- Субхі Паша (1871—1873)
- Шериф Мехмед Реуф Паша (1873—1874)
- Ісад Паша (1874—1875)
- Ахмед Хамді Паша (1875—1876)
- Ахмед Паша (1876—1877)
- Кучюк Омар Февзі Паша (1877—1878)
- Алі Гайдар Мідхат Паша (1878—1879)
- Хамді Паша (1880—1885)
- Рашид Нашид Паша (1885—1888)
- Мехмед Назіф Паша (1888—1889)
- Мустафа Асім Паша (1889—1891)
- Топал Осман Нурі Паша (1891—1892)
- Шериф Мехмед Рауф Паша (1892—1894)
- Нурі Осман Нурі Паша (1894—1895)
- Гасан Паша (1896—1897)
- Назим Паша (1897—1906)
- Шукрі Паша (1906—1909)
- Ізмаїл Фазіл-бей (1909—1911)
- Ізмаїл Галіб-бей (1911—1912)
- Кіазим Паша (1912—1913)
- Аріф-бей (1913)
- Мехмед Аріф-бей Мардін (1914)
- Джемаль Паша (1915)
- Азми Паша (1915—1916)
- Тахсин-бей (1916—1918)
- Мехмед Джебель Паша (1918)
- Шакрі Паша (1-2 жовтня 1918)

## Населення
Відповідно до перепису 1885 року в вілаєті мешкало 1 млн осіб. У 1897 році після остаточної територіальної реформи в Сирійському вілаєті мешкало 701,812 особи. Більшість населення становили араби, втім також мешкали курди, турки, ассирійці, черкеси.